# Nguyễn Nghiêm, thành phố Quảng Ngãi
Nguyễn Nghiêm là một phường thuộc thành phố Quảng Ngãi, tỉnh Quảng Ngãi, Việt Nam.
Phường Nguyễn Nghiêm có diện tích 0,51 km², dân số năm 1999 là 11.391 người, mật độ dân số đạt 22.335 người/km².